# Dendrobium corrugatilobum
Dendrobium corrugatilobum är en orkidéart som beskrevs av Johannes Jacobus Smith. Dendrobium corrugatilobum ingår i släktet Dendrobium, och familjen orkidéer. Inga underarter finns listade i Catalogue of Life.